# Jurayna
 (février 2024).
La mise en forme du texte ne suit pas les recommandations de Wikipédia : il faut le « wikifier ».
Les points d'amélioration suivants sont les cas les plus fréquents. Le détail des points à revoir est peut-être précisé sur la page de discussion.
- Les titres sont pré-formatés par le logiciel. Ils ne sont ni en capitales, ni en gras.
- Le texte ne doit pas être écrit en capitales (les noms de famille non plus), ni en gras, ni en italique, ni en « petit »…
- Le gras n'est utilisé que pour surligner le titre de l'article dans l'introduction, une seule fois.
- L'italique est rarement utilisé : mots en langue étrangère, titres d'œuvres, noms de bateaux, etc.
- Les citations ne sont pas en italique mais en corps de texte normal. Elles sont entourées par des guillemets français : « et ».
- Les listes à puces sont à éviter, des paragraphes rédigés étant largement préférés. Les tableaux sont à réserver à la présentation de données structurées (résultats, etc.).
- Les appels de note de bas de page (petits chiffres en exposant, introduits par l'outil «  Source ») sont à placer entre la fin de phrase et le point final[comme ça].
- Les liens internes (vers d'autres articles de Wikipédia) sont à choisir avec parcimonie. Créez des liens vers des articles approfondissant le sujet. Les termes génériques sans rapport avec le sujet sont à éviter, ainsi que les répétitions de liens vers un même terme.
- Les liens externes sont à placer uniquement dans une section « Liens externes », à la fin de l'article. Ces liens sont à choisir avec parcimonie suivant les règles définies. Si un lien sert de source à l'article, son insertion dans le texte est à faire par les notes de bas de page.
- La présentation des références doit suivre les conventions bibliographiques. Il est recommandé d'utiliser les modèles {{Ouvrage}}, {{Chapitre}}, {{Article}}, {{Lien web}} et/ou {{Bibliographie}}. Le mode d'édition visuel peut mettre en forme automatiquement les références.
- Insérer une infobox (cadre d'informations à droite) n'est pas obligatoire pour parachever la mise en page.

Pour une aide détaillée, merci de consulter Aide:Wikification.
Si vous pensez que ces points ont été résolus, vous pouvez retirer ce bandeau et améliorer la mise en forme d'un autre article.
 (février 2024).
 (février 2024).
Si vous disposez d'ouvrages ou d'articles de référence ou si vous connaissez des sites web de qualité traitant du thème abordé ici, merci de compléter l'article en donnant les références utiles à sa vérifiabilité et en les liant à la section « Notes et références ».
Juraynah (جرينة) est une ville du gouvernorat de Madaba, au nord-ouest de la Jordanie.
Elle est située au nord de Madaba, à environ cinq kilomètres du centre du gouvernorat, et à environ vingt-six kilomètres au sud d'Amman. Sur le plan administratif, elle est affiliée à la municipalité du Grand Madaba et au district de Juraynah du gouvernorat de Madaba. Juraynah est la porte d'entrée nord du gouvernorat de Madaba depuis Amman.

## Histoire et mémoire du lieu
Le nom de la ville est resté inchangé au fil des années, issu du mot arabe « juran » qui désigne une étendue d'eau rocheuse parmi les rochers. Ce nom reflète l'emplacement du village dans une zone basse entre les colonies voisines, ressemblant à une cruche d'eau en raison de ses nombreuses sources et de la façon dont l'eau de pluie s'accumule dans son terrain bas. Au fil du temps, le nom a évolué vers « Jurayn », puis féminisé en « Juraynah », peut-être en raison de l'affection pour le lieu. Ce nom a contribué à distinguer le village, d'autant plus qu'il est devenu associé au clan Al Shawabkeh qui s'y est installé au XVIIIe siècle, ce qui lui a valu son nom familier « Jurenet Alshawabkeh » .
Avec des activités agricoles florissantes, notamment des champs luxuriants, des fruits abondants et des agriculteurs travailleurs, le village a gagné le surnom de « Junaynah », signifiant jardin en arabe, parmi ses habitants. Ce surnom reflète la vitalité agricole et la beauté naturelle du village. Les terres fertiles de Junaynah sont devenues réputées pour leur productivité, attirant des colons et des commerçants des régions voisines. Au fil du temps, Junaynah a évolué pour devenir un centre agricole animé, connu partout pour ses vergers prospères et ses paysages verdoyants , , .

## Géographie: limites du village et terrain

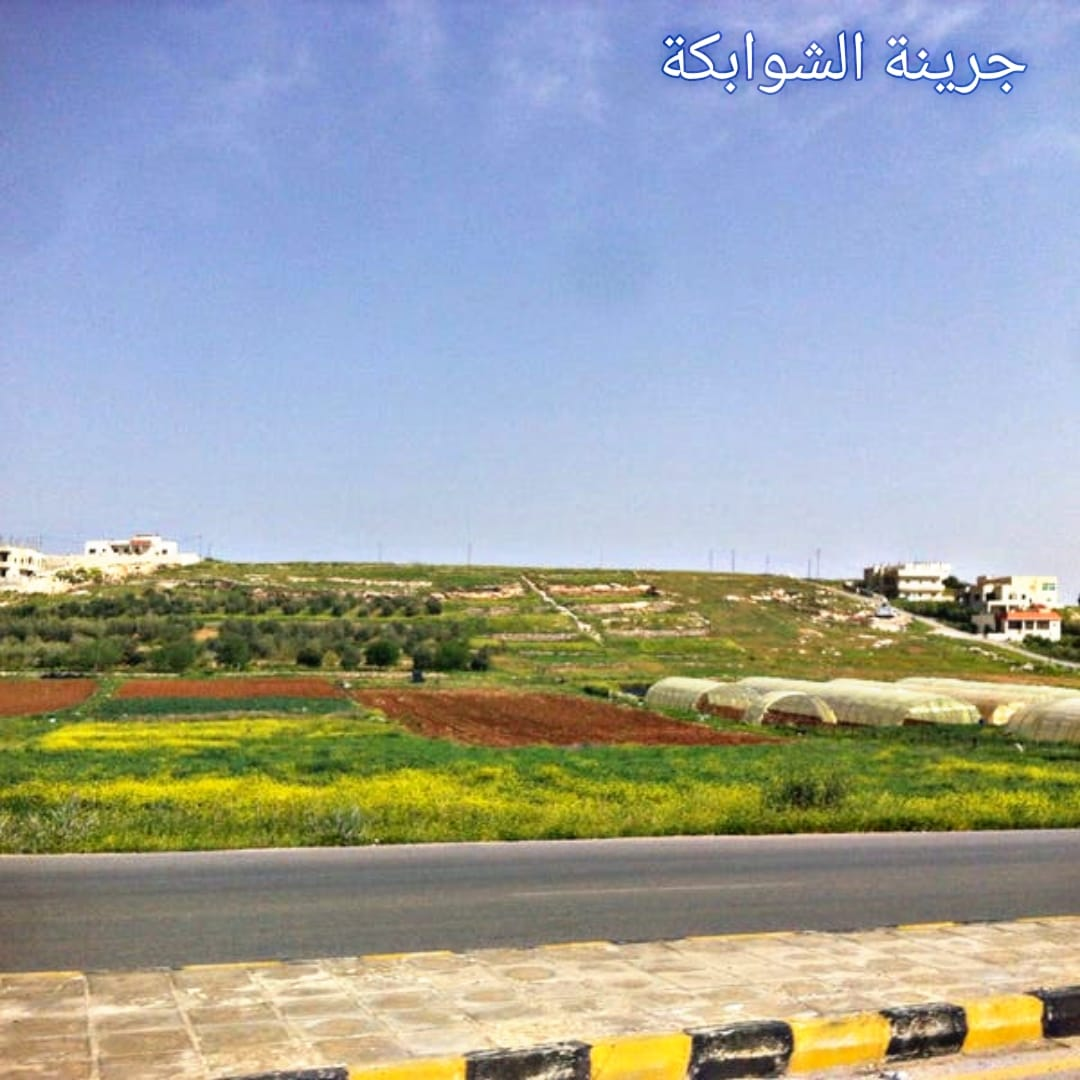
Juraynah

Un examen complet de la géographie de Juraynah, englobant à la fois ses frontières anciennes et contemporaines, juxtapose les récits fournis par les villageois avec les réalités actuelles de la région. Historiquement, la division cadastrale du village comprenait quatre bassins : les bassins est et ouest de Juraynah, le bassin d'Abu an-Naml et le bassin d'Abu Ardaina. Ses anciennes frontières délimitaient sa proximité avec divers points de repère : au nord se trouvait Ardi Hisban, au sud, Al-Khattabiah (anciennement Kfir Abu Sarbut) et Al-Faisaliah, à l'est, le village de Manga, et à l'ouest, Burnt et Jamal (Mer Morte) .
Cependant, avec l'expansion de la municipalité d'Amman et l'annexion des terres hisbanes, un changement de frontières s'est produit du côté nord de Juraynah. Il jouxte désormais les limites de la municipalité d'Amman, notamment délimitées par l'Université germano-jordanienne et la station agricole d'Al-Mashqar. À l'ouest se trouvent Grenade et El-Arish, au sud ,, Madaba et à l'est, Manga et le gouvernorat de la capitale.
Juraynah, réputée pour ses terres fertiles et son climat favorable aux cultures estivales, possède une abondance d'arbres fruitiers tels que des raisins, des figues et des grenades. De plus, le village est orné de sources d'eau et de puits d'eau comme Ain Jamala, Ain Abu Al Asas, Ain Salma et Ain Al Baida. Notamment, Juraynah abrite d'anciens puits d'eau disséminés dans tout le village, des documents historiques indiquant l'existence d'environ 79 de ces puits. Parmi eux, Bir Zagh s’impose comme particulièrement mémorable, bien qu’il ait disparu depuis, enseveli sous les sables du temps aux côtés de bien d’autres.
En outre, la région, réputée pour ses grottes, abrite de précieuses antiquités, notamment les vestiges d'une église située dans la région d'Al-Barrak, dans le bassin d'Abu Ardaina.

## Maisons et mosquées

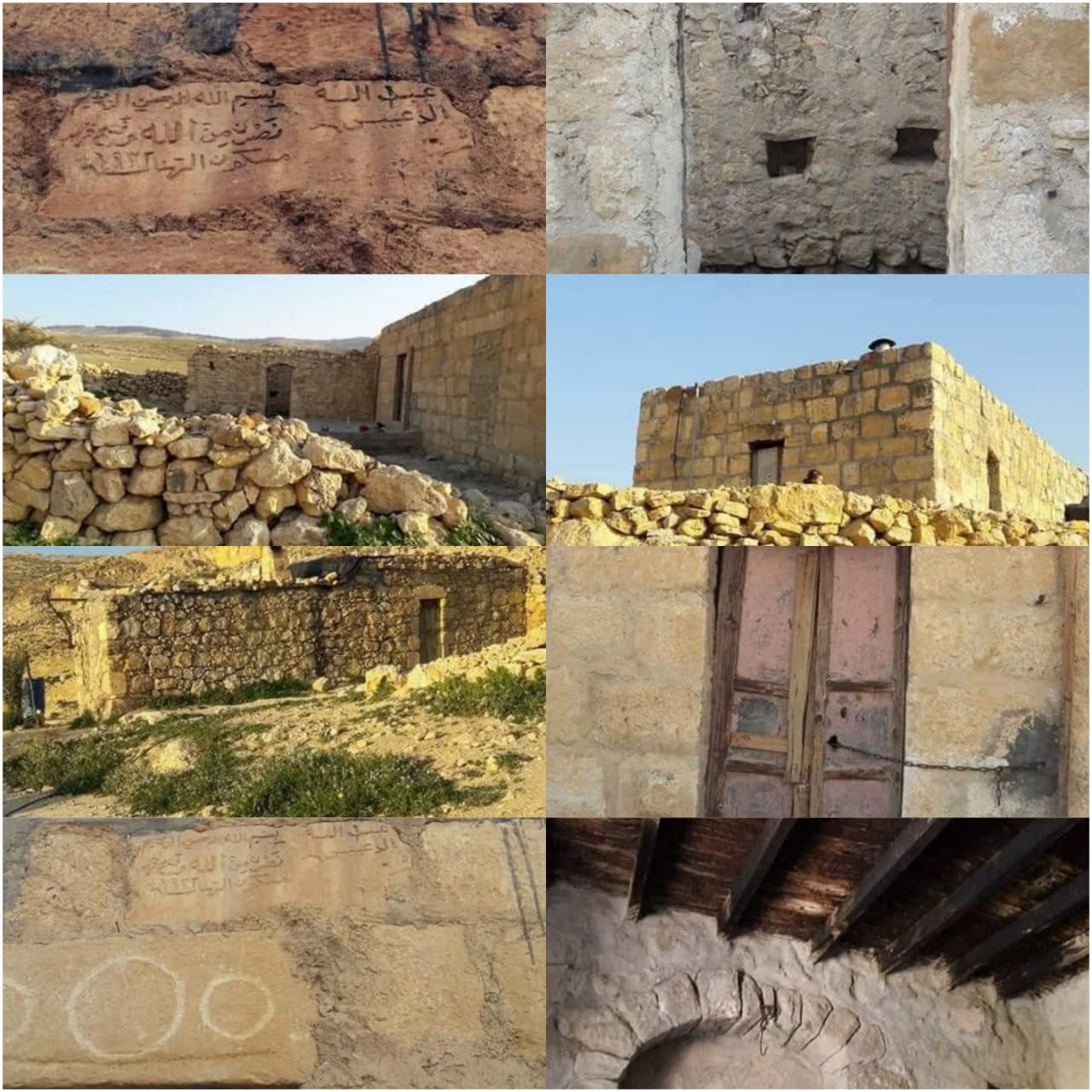
Maison du Cheikh Abdullah Daibes Shawabkeh en 1932

En fouillant dans la structure interne du village, les anciens rappellent que les premières maisons érigées à Juraynah appartenaient à Cheikh Darweesh Suleiman Al-diabat Al-Shawabkeh et Cheikh Suleiman Daibes Al-Shawabkeh. Ces premières maisons ont été construites en pierre brute, créant ainsi un précédent pour les habitations ultérieures. Au fur et à mesure que la construction progressait, la plupart des maisons étaient construites à partir de boue, de terre et de paille, certaines étant ornées de finitions en plâtre. Le style architectural incorporait souvent le système d'arcs, et des constructeurs druzes qualifiés ont joué un rôle déterminant dans la construction des maisons en pierre. Les toits étaient généralement fabriqués à partir de boue et de roseaux .
Concernant la mosquée du village, les habitants racontent sa création dans les années 1950. Initialement, les rassemblements de prière avaient lieu au même endroit, sans structure formelle. Au fil du temps, plusieurs mosquées modernes ont été construites, notamment la mosquée du Peuple de Bonne dans le quartier Est et la mosquée Al-Abrar dans le district Sud.

## Éducation
Quant à l'éducation à Juraynah, elle a une histoire qui mérite d'être éclairée, car elle a commencé au stade de l'école pré-publique, et il y a une mémoire pour les écrivains, les prédicateurs et les cheikhs. Salama Al-Khatib et Yassin Abu Al-Khail Al-Shawabkeh ont repris la tâche après lui, et ce dernier assumait, en plus d'enseigner, la mission d'imam et de prédicateur de la mosquée.
Il y a trois écoles dans le village : l'école secondaire polyvalente de Juraynah pour garçons , et celles-ci comprennent une école agricole, l'école secondaire de Juraynah pour filles  et l'école primaire mixte de Juraynah. Il existe également deux écoles privées, l'école privée Hateen et la maternelle privée Hittin, et à la frontière entre la municipalité d'Amman et la municipalité de Madaba, et dans les limites de la région de Juraynah se trouve l'université germano-jordanienne .

## Santé
Il existe un centre de santé et un centre de soins de santé primaires.

## Société civile
La ville possède l'association caritative des villages de Shawabkeh, l'association de mémorisation du Coran et le centre de jeunesse modèle Juraynah.
Il y a sept mosquées dans la ville.

## Caractéristiques de Juraynah
1. Une augmentation du nombre de personnes instruites dans la région, notamment dans les domaines scientifiques ( ingénierie et médecine ).
2. L'abondance de terres fertiles et de plaines.
3. La dépendance des populations vis-à-vis du secteur agricole en général.
4. La ville est proche des frontières administratives de la capitale, Amman.
5. La ville est proche de l'Université germano-jordanienne.